# 保険金引受リスク
保険金引受リスク（ほけんひきうけリスク）とは、死亡率や発生率、解約率等、保険関係の数値が変動することに起因するリスクである。

## ソルベンシー・マージン制度における保険引受リスク
ソルベンシー・マージン制度では、保険引受リスクという呼び方はしないが、概念的には、保険リスク、第三分野の保険リスク、予定利率リスクがこれに相当すると考えられる。予定利率リスクは、市場リスクであると考えることも可能である。

## 経済価値ベースのリスク
経済価値ベースのリスク管理での保険引受リスクは、明確な定義はないものの、ソルベンシーIIや、フィールドテストを参考に、以下のようなリスクからなると考えられる。
- 死亡リスク
- 長寿リスク
- 解約リスク
- 障害リスク
- 事業費リスク